# Ligne de Livron à Aspres-sur-Buëch
La ligne de Livron à Aspres-sur-Buëch est une ligne de chemin de fer française, à écartement standard et à voie unique, située dans l'ancienne province du Dauphiné, sur les départements de la Drôme et des Hautes-Alpes. Elle constitue la ligne no 912 000 du réseau ferré national, et relie la vallée du Rhône au Dévoluy.

## Historique
La loi du 19 juin 1857 concédait à titre éventuel à la Compagnie des chemins de fer de Paris à Lyon et à la Méditerranée (PLM) une ligne de Privas à un point à déterminer de la ligne de Lyon à Avignon avec prolongement jusqu'à Crest.
Le décret du 13 août 1859 déclarait cette ligne d'utilité publique et rendait définitive la concession au PLM. La section de Livron à Crest constituait l'amorce d'une ligne destinée à desservir Briançon très à l'écart du réseau ferré de l'époque, avec un prolongement vers l'Italie.
Le tronçon de Livron à Crest a été ouvert à l'exploitation le 25 septembre 1871.
« Une ligne prolongeant la ligne de Gap à Briançon soit vers Crest soit vers un point à déterminer entre Valence et Avignon » est concédée à la Compagnie des chemins de fer de Paris à Lyon et à la Méditerranée (PLM) par une convention entre le ministre des Travaux publics et la compagnie signée le 3 juillet 1875. Cette convention a été approuvée à la même date par une loi qui déclare simultanément la ligne d'utilité publique.
La section de Crest à Die a été ouverte à l'exploitation le 1er septembre 1885 et celle de Die à Aspres-sur-Buëch le 1er juin 1894.
Peu d'événements affectèrent cette ligne montagnarde depuis l'ouverture. Le seul chantier important a été le remplacement du tablier du viaduc du Claps atteint de corrosion fissurante en 1976. Ces travaux ont nécessité le détournement du train de nuit Paris-Gare de Lyon - Briançon par la ligne de Lyon-Perrache à Marseille-Saint-Charles (via Grenoble) pendant plusieurs mois.
Le trafic est interrompu pour travaux de mars à décembre 2021.

## Description de la ligne

### Tracé
La ligne se sépare de la radiale Paris-Marseille à la sortie de Livron et se dirige vers l'est pour remonter le cours de la Drôme. Après avoir traversé Crest dominé par un donjon médiéval, elle circule au pied du synclinal perché de la forêt de Saou qui culmine au Veyou à 1 589 m. Après avoir longé le bourg de Saillans, le tracé s'infléchit vers le nord dans une région plus montagneuse où la vigne est abondante (production d'un vin pétillant : la clairette de Die). La Drôme est franchie pour la 3e fois sur le viaduc de Pontaix qui surplombe un village médiéval pittoresque. Peu après, la vallée s'élargit et la ligne atteint Die, ancienne ville romaine et sous préfecture de la Drôme, au pied des hauts plateaux sud du Vercors qui culminent à 2 041 m au Pié Ferré.
Après avoir quitté Die, la ligne plonge vers le sud dans un décor splendide pour atteindre Luc-en-Diois suivi peu après par un viaduc qui franchit l'éboulement rocheux du Claps. Le tracé s'éloigne momentanément de la vallée de la Drôme et s'élève d'une quarantaine de mètres en traversant les tunnels de Clamontard et du Col-Bonnet pour déboucher dans une petite plaine qui est un ancien lac asséché. La ligne quitte la vallée de la Drôme peu après l'ancienne gare de Lesches - Beaumont, repart vers le nord et traverse Beaurières à plus de 700 m d'altitude. À partir de cette gare, la ligne va gagner une centaine de mètres d'altitude par un tracé en forme de fer à cheval établi de part et d'autre de la vallée du Maravel. On dénombre 5 tunnels et 3 galeries sur ce tronçon.
Après avoir dominé le ruisseau de Chauranne, la ligne passe sous le col de Cabre par un tunnel du même nom long de 3 764 m à 884 m d'altitude, point culminant du parcours, qui fait passer la ligne du département de la Drôme à celui des Hautes-Alpes. À la sortie de ce souterrain, se trouve la gare de La Beaume. Le tracé serpente ensuite le long d'un affluent du Buëch, le ruisseau de Chauranne, dans un décor montagneux et boisé pour arriver, après avoir traversé le tunnel du Chevalet, à la gare de bifurcation d'Aspres-sur-Buëch, à 760 m d'altitude.
Cette ligne est très sinueuse et comporte 245 courbes dont le rayon de plus d'un tiers s'abaisse à 300 m. Aussi les vitesses limites ne dépassent pas les 90 km/h même dans les parties les plus favorables du parcours. Le profil est très accidenté, il est en rampe pratiquement continue de Livron au tunnel du col de Cabre. Les déclivités maximum sont de 20 mm/m.

### Infrastructure

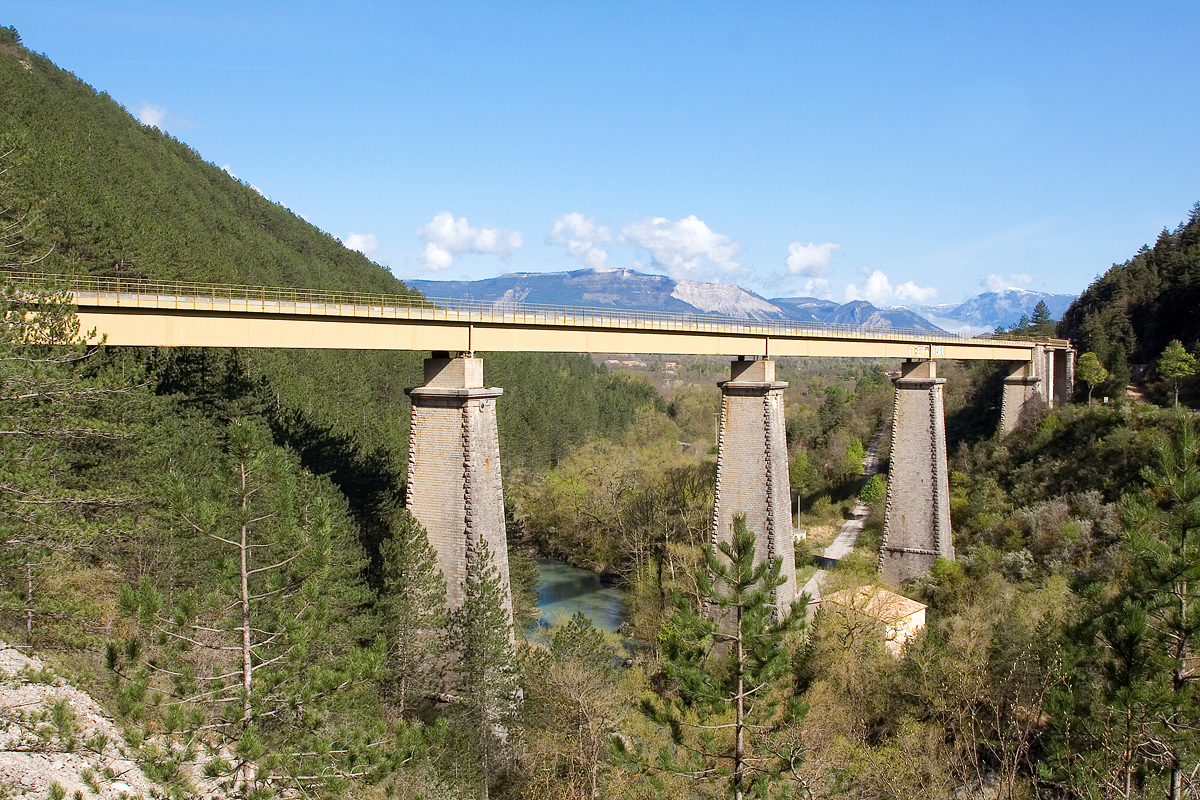
Le viaduc du Claps.

Cette ligne est à voie unique sur l'ensemble de son parcours. L'armement de la ligne est ancien. En 2010, plus de la moitié de sa longueur est encore équipée de traverses métalliques. Le reste est composé majoritairement de traverses bois. Depuis 2007, de gros travaux de renouvellement ont été réalisés. Programmés jusqu'en 2014, ils ont déjà permis le renouvellement complet d'environ 20 km de voies entre Crest et Die.
Les tunnels sont au nombre de 13, complétés par 4 galeries de protection contre les éboulements. La partie souterraine cumulée est de 8 289 m, soit 7,6 % du parcours. Le tunnel le plus important est celui du col de Cabre (3 764 m). Pour en faciliter l'aération  à l'époque de la vapeur, il a été construit au gabarit de la double voie. Il comporte 2 cheminées d'aération (encore visibles) de 185 et 100 m de hauteur. Son percement qui a duré 5 ans (1886 - 1891) a fait de nombreuses victimes à la suite d'explosions de grisou. Il existe 2 autres tunnels notables, ceux du Col-Bonnet (863 m) et du Prieuré (1 026 m). Peu après la construction de la ligne, des mouvements de terrain ont entraîné la modification du tracé sur 942 m au niveau du tunnel de Baritel entre Beaurières et le col de Cabre. Un nouveau tunnel plus long a été construit. L'ancien tracé ainsi que l'ancien tunnel sont toujours visibles.
Des viaducs constitués de travées métalliques en treillis, appuyées sur des piles en maçonnerie, ont été établis pour le franchissement de la Drôme.
Le plus significatif est le viaduc du Claps, situé peu après Luc-en-Diois, d'une longueur de 217 m et d'une hauteur maximale de 44 m. Son tablier en mauvais état a été remplacé en 1976 modifiant ainsi profondément son aspect. Enfin il existe de très nombreux murs de soutènement, aqueducs souterrains et ponceaux.

### Équipement

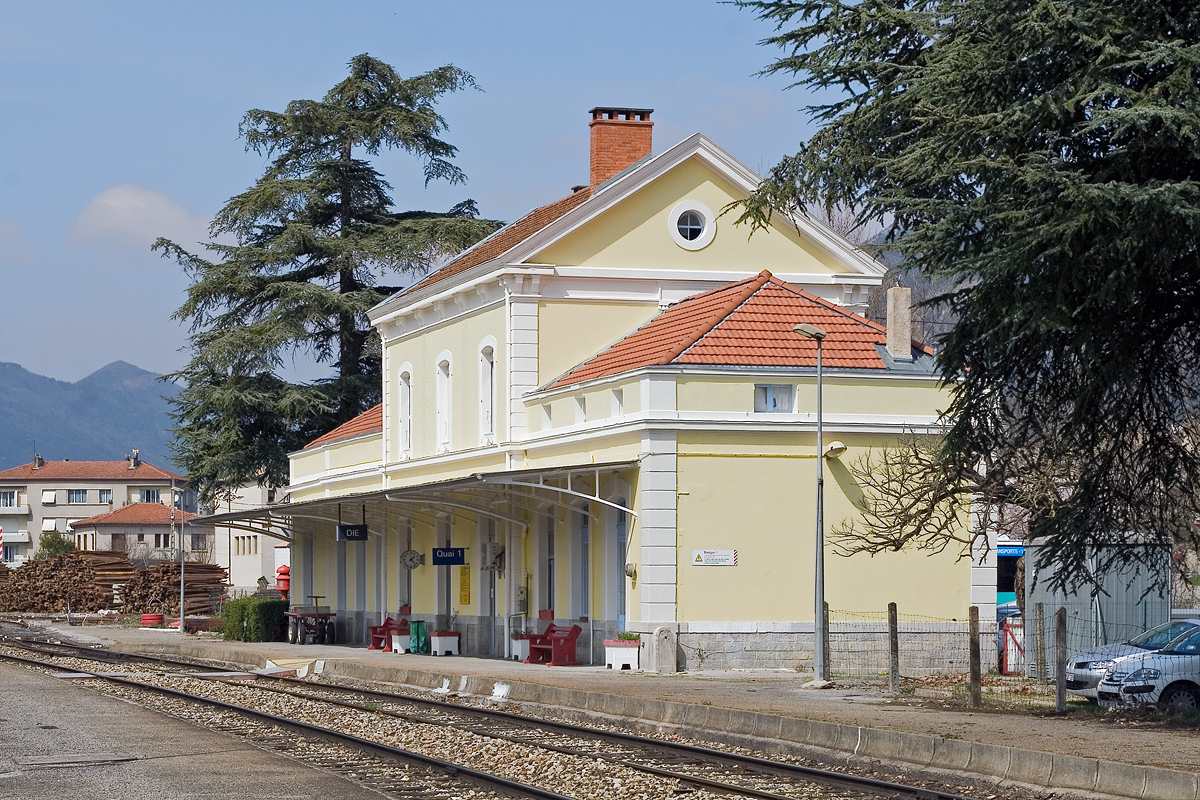
La gare de Die en 2009.

À l'origine, il existait 17 gares ou haltes intermédiaires. Toutes les gares non desservies par les TER sont fermées et certains de leurs bâtiments voyageurs ont reçu un autre usage : celui de Pont-de-Quart - Châtillon sert de mairie, celui de Lesches - Beaumont est un restaurant. Ceux d'Allex - Grane, Piégros-la-Clastre et Pontaix - Sainte-Croix ont été rasés. Les gares de Crest, Saillans, Die, Luc-en-Diois, Beaurières et La Beaume possèdent des évitements. Seuls ceux de Crest et Die sont utilisés en service normal. Les autres sont mis en service à l'occasion des pointes de sports-d'hiver ou en raison de travaux. Tous les bâtiments voyageurs de ces gares sont de style « PLM », celle d'Aspres-sur-Buëch a une disposition particulière : elle est établie perpendiculairement aux voies dans le "Y" constitué par les lignes de Livron à Aspres-sur-Buëch et de Lyon-Perrache à Marseille-Saint-Charles par Grenoble.
La section de Livron à Crest a été équipée du block automatique à permissivité restreinte (BAPR lors de la construction du tronçon sud de la ligne de Combs-la-Ville à Saint-Louis (LGV) afin d'assurer un débit convenable pour l'approvisionnement du chantier en rails et ballast. Une "base travaux" avait en effet été établie à Eurre peu avant Crest. Il subsiste aujourd'hui à ce niveau des voies de service et un raccordement avec la LGV. Le tronçon Crest - Aspres-sur-Buëch est équipé du block manuel. Enfin, le contrôle de vitesse par balises ainsi que la radio sol-train ne sont pas installés sur cette ligne.

### Vitesses limites
Vitesses limites de la ligne en 2024 pour les AGC et les Autorails en sens impair (certaines catégories de trains, comme les trains de marchandises, possèdent des limites plus faibles) :
| De                                         | À                                          | Limite |
| ------------------------------------------ | ------------------------------------------ | ------ |
| Livron                                     | Crest                                      | 70     |
| Crest                                      | Km 31,5                                    | 90     |
| Km 31,5                                    | Km 55,2                                    | 80     |
| Km 55,2                                    | Km 67,4                                    | 90     |
| Km 67,4                                    | Km 75,6                                    | 75     |
| Km 75,6                                    | Tête côté Livron du Tunnel du Col de Cabre | 80     |
| Tête côté Livron du Tunnel du Col de Cabre | Aspres-sur-Buëch                           | 90     |

## Exploitation et trafic
Délaissé de nombreuses années, le trafic voyageurs s'est longtemps limité à un aller et retour par autorail express entre Valence et Briançon et par une relation nocturne quotidienne de Paris-Lyon à Briançon.
La régionalisation a permis d'étoffer l'offre voyageurs qui est passée à 4 circulations par sens assurée avec des TER (liaison Romans, Valence-TGV, Valence-Ville - Gap ou Briançon).
Le train de nuit quotidien de Paris à Briançon et retour, qui a maintenant pour origine la gare de Paris-Austerlitz, est un train Intercités. Il assurait jadis en saison de sports d'hiver le service des automobiles accompagnées.
La liaison marchandises quotidienne entre Portes-lès-Valence et Briançon a disparu depuis de nombreuses années. Il subsiste aujourd'hui des circulations sporadiques (trains de transport de matériel militaire, trains de cailloux, citernes de gaz). En 2008, un transport de gypse Laragne-Montéglin - Chambéry a emprunté la ligne trois fois par semaine.
En 2012, Fret SNCF à fait circuler un aller/retour quotidien entre Chateaux-Arnoux-St-Auban et St-Rambert-D'Albon. Il s'agissait d'un train de matières dangereuses pour ARKEMA, détourné en raison de la fermeture partielle de la ligne Veynes/Aix-en-Provence pour travaux.

### Matériel roulant ayant circulé sur la ligne

#### Autorails
- Autorails Decauville X 52000 et X 52100 du Centre autorails de Grenoble
- Autorails X 2400, X2700 (RGP), X 2800, X 4500 des dépôts de Lyon-Vaise et de Marseille-Blancarde
- Autorails X 4900 de Marseille-Blancarde
- Autorails X 72500 de Marseille-Blancarde
- Autorails B 81500 de Marseille-Blancarde

#### Locomotives

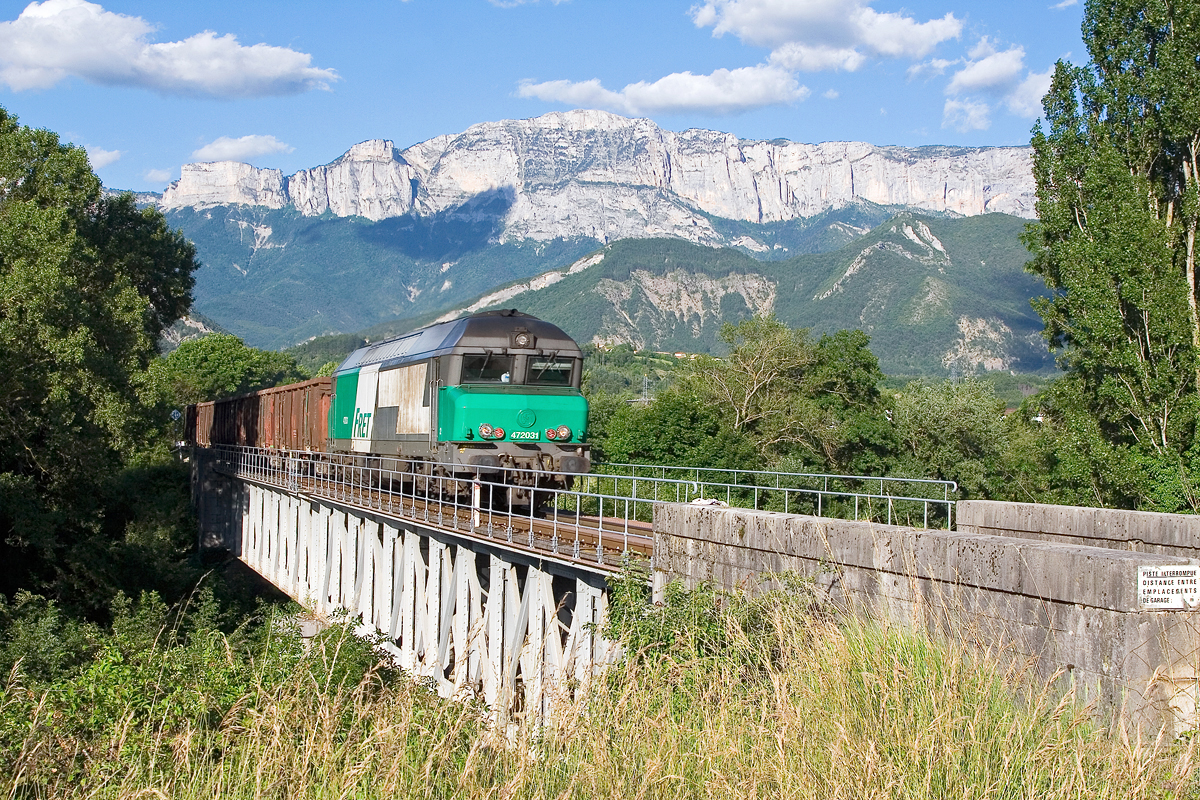
La CC 72009 vers Die

- locomotives à vapeur type 230 "Coupe-vent" de 1905 à 1910 et 4700 (devenues 240 A) de 1910 à 1930.
- Locomotives à vapeur 141 C et 242 CT des dépôts de Grenoble, Portes-les-Valence et Veynes (de 1932 à 1942).
- Locomotives à vapeur 141 E (141 C modifiées) des dépôts de Grenoble, Portes-lès-Valence, de Veynes et de Marseille Blancarde (de 1942 à 1965).
- Locomotives diesel BB 66000 des dépôts de Portes-lès-Valence, Avignon et de Marseille-Blancarde
- Locomotives diesel CC 72000 du dépôt de Vénissieux, de façon épisodique
- Locomotives diesel BB 67300 et BB 67400 des dépôts d'Avignon et de Marseille-Blancarde, (actuellement des dépôts de Chambéry et Marseille-Blancarde, et de Bordeaux et Nevers pour le service d'hiver).
- Locomotives G 1000 pour le train  de fret Laragne - Chambéry assuré en 2008 par Euro Cargo Rail.
- BB 75300 et BB75000 pour le train de fret en 2012, puis pour la traction des trains Paris-Briancon à partir de Valence dès 2015.[réf. nécessaire].

## Galeries de photographies

Gares
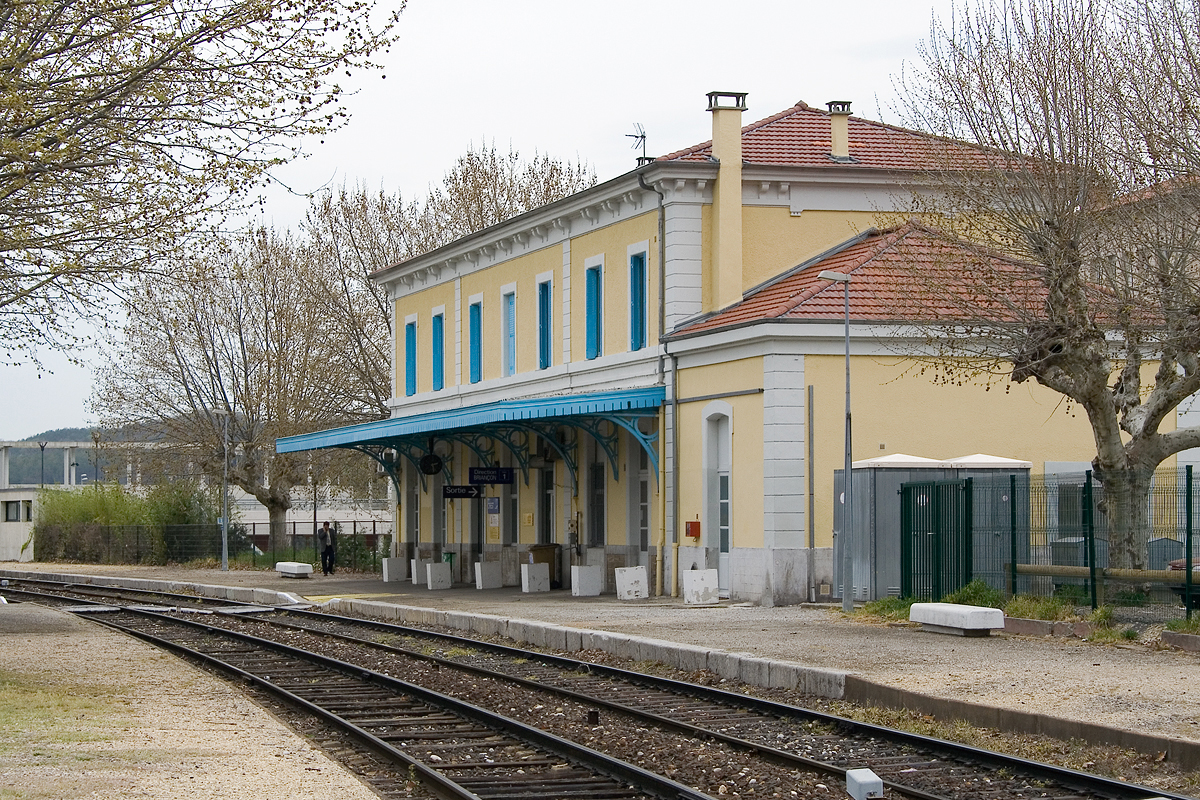
Gare de Crest
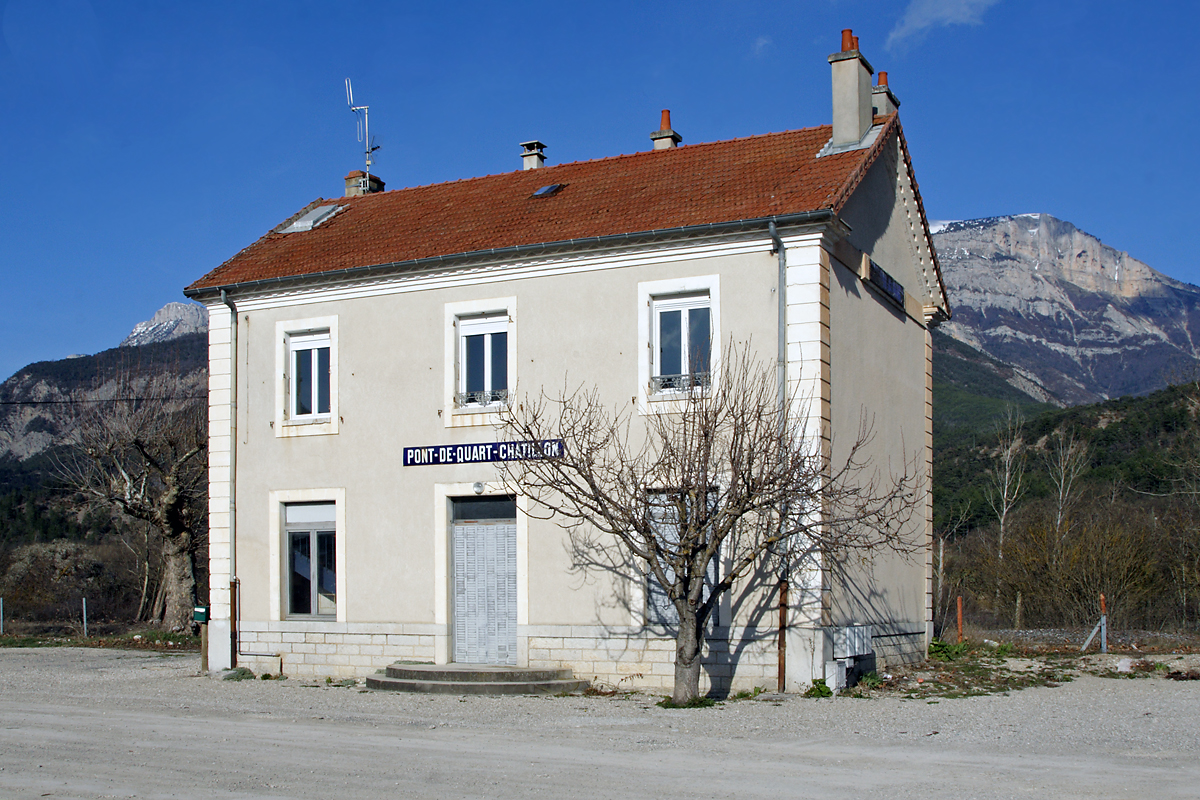
Gare de Pont-de-Quart
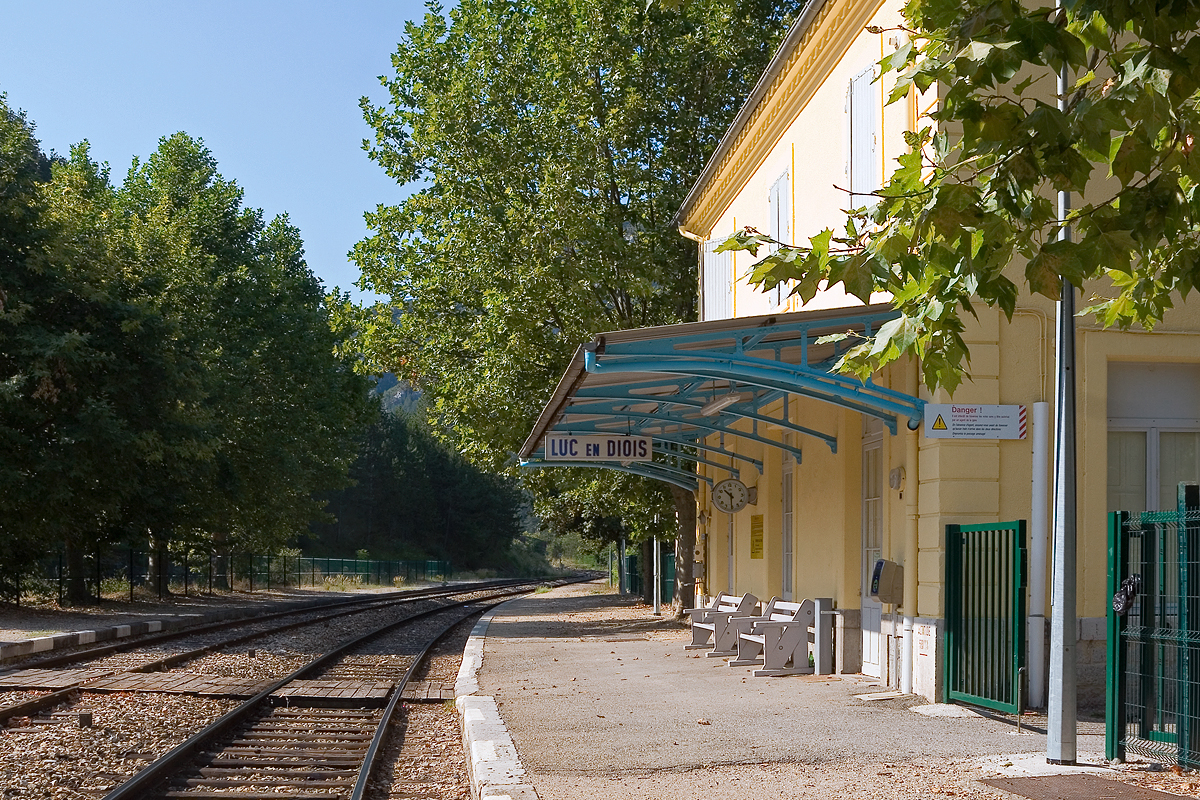
Gare de Luc-en-Diois
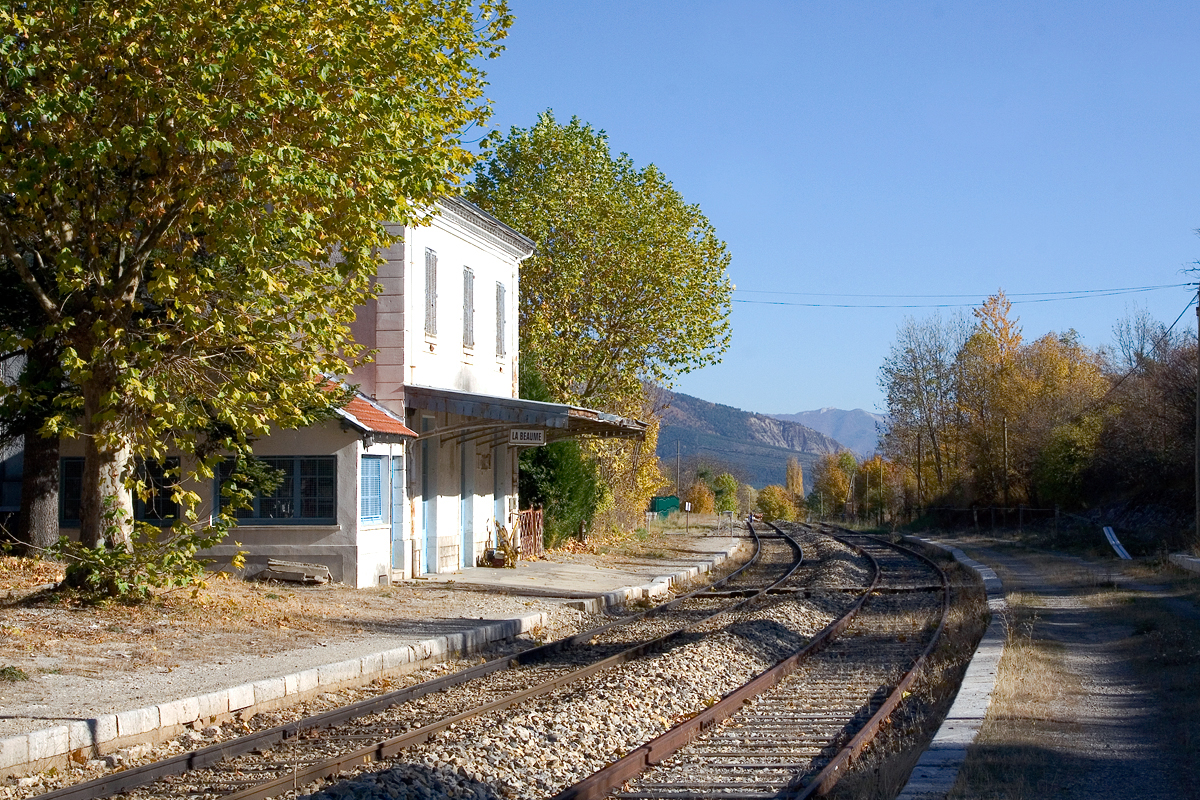
Gare de La Beaume
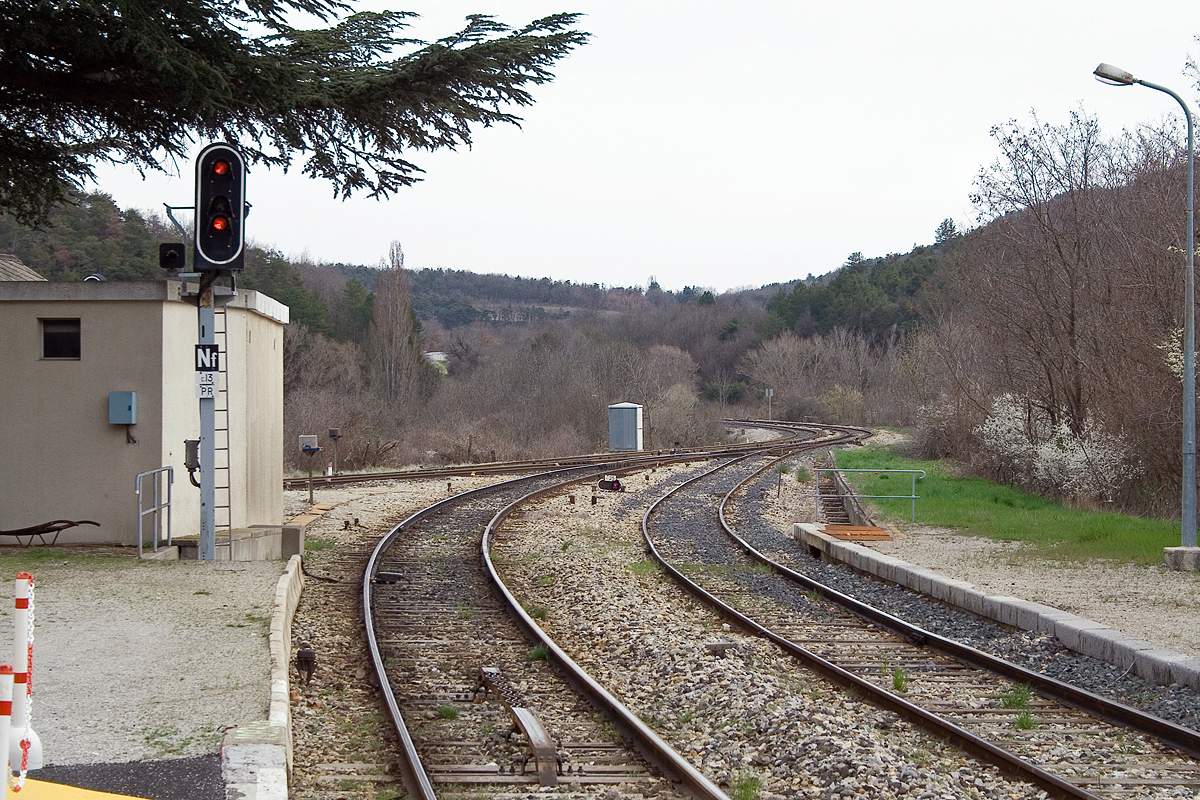
Bifurcation d'Aspres-sur-Buëch

Ouvrages d'art
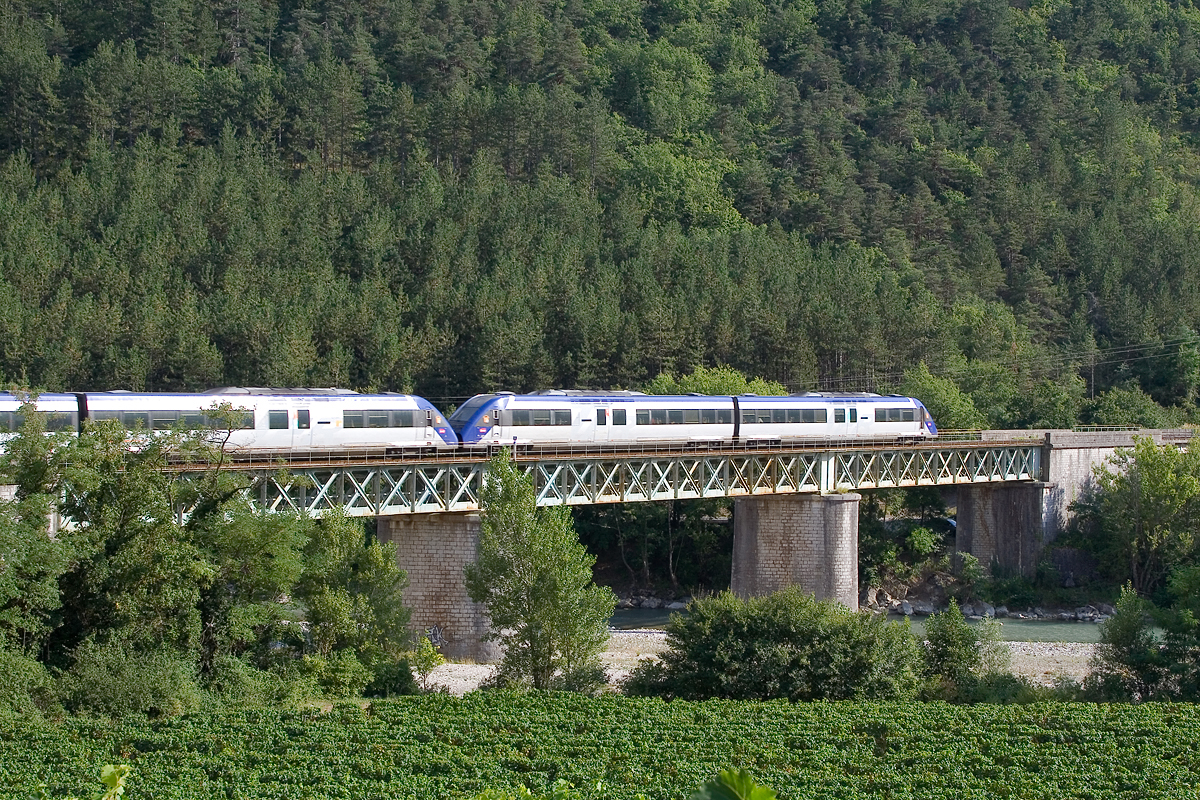
Viaduc de Vercheny
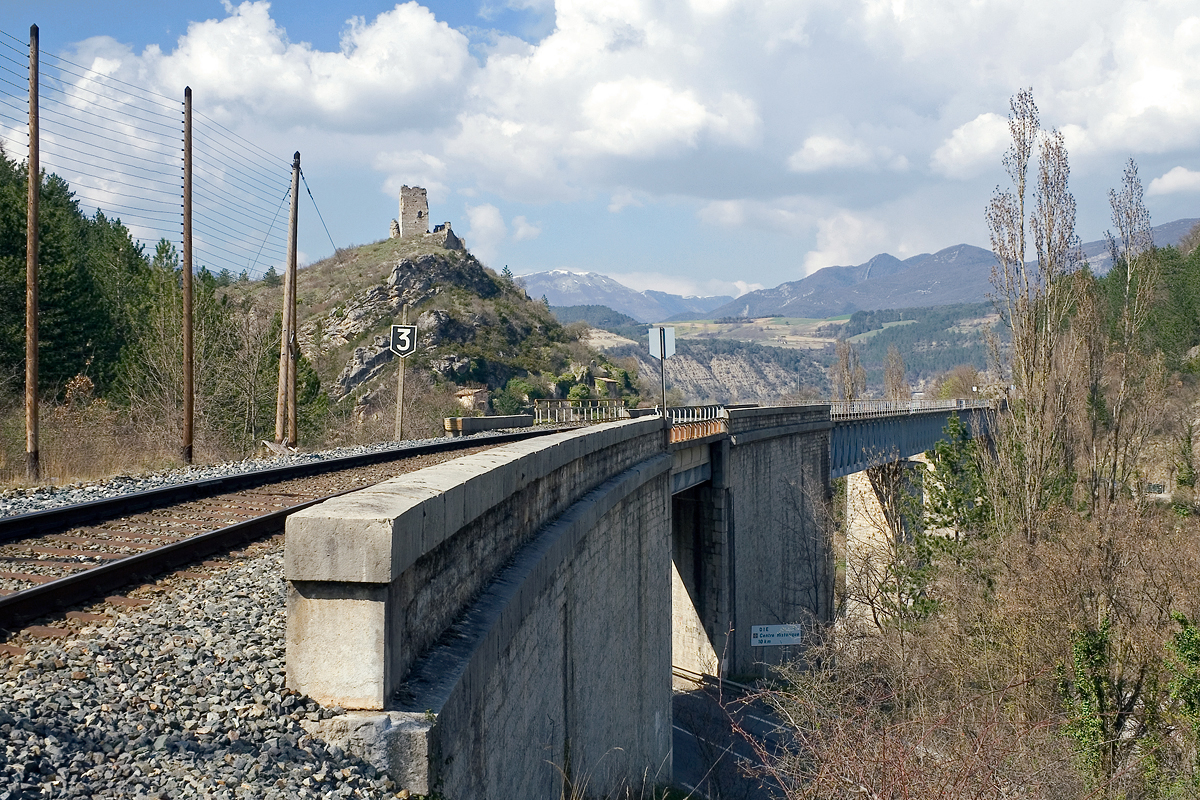
Viaduc de Pontaix
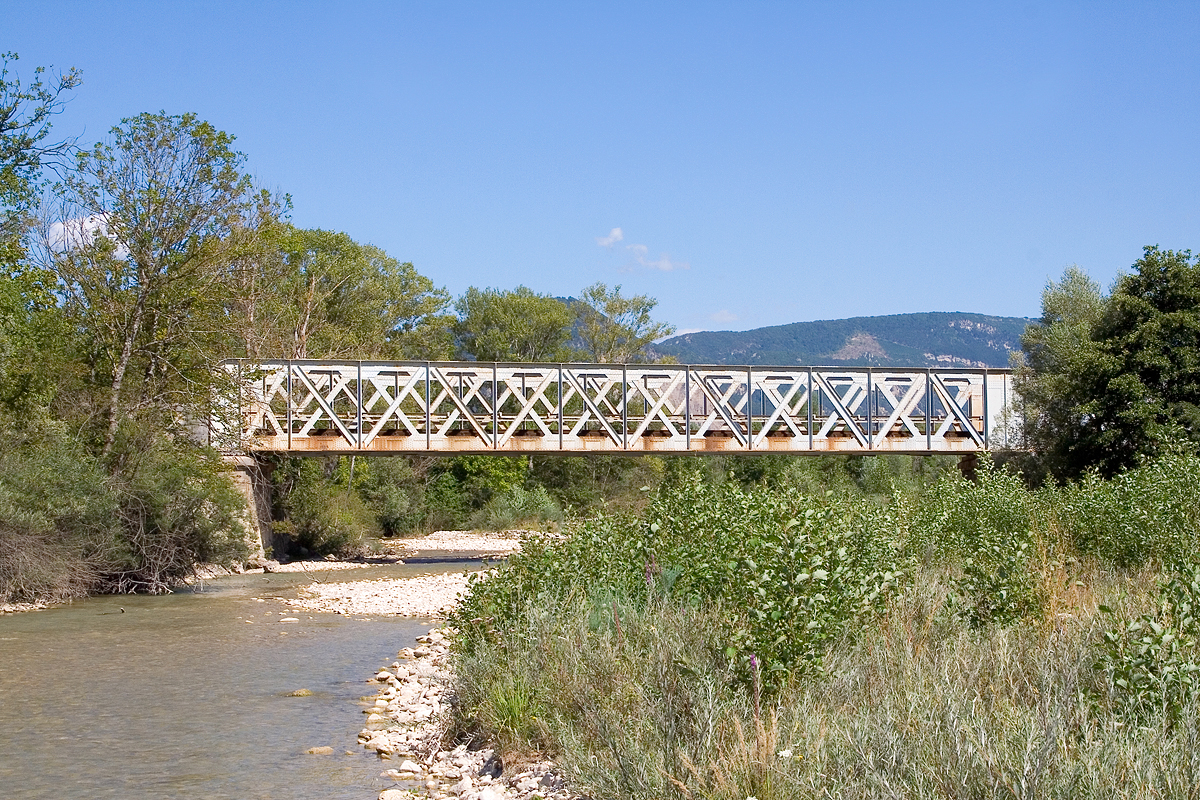
Pont sur le Bez
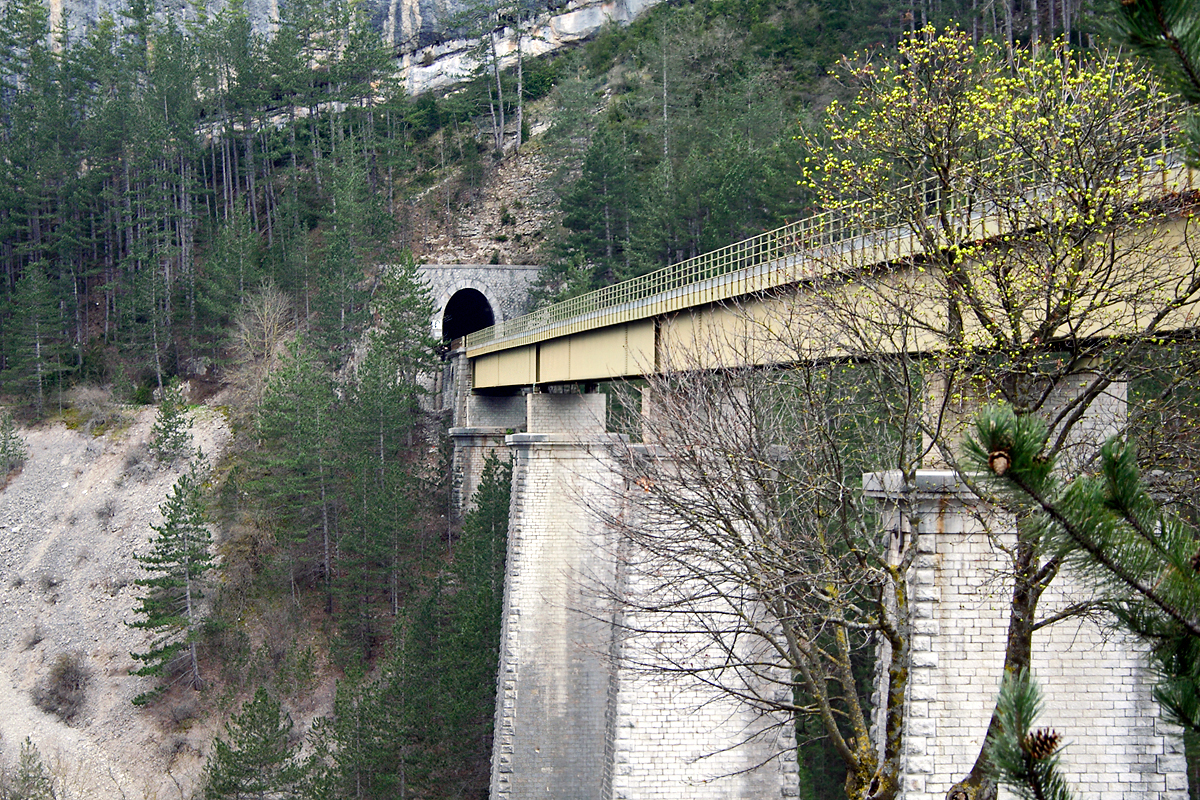
Viaduc du Claps
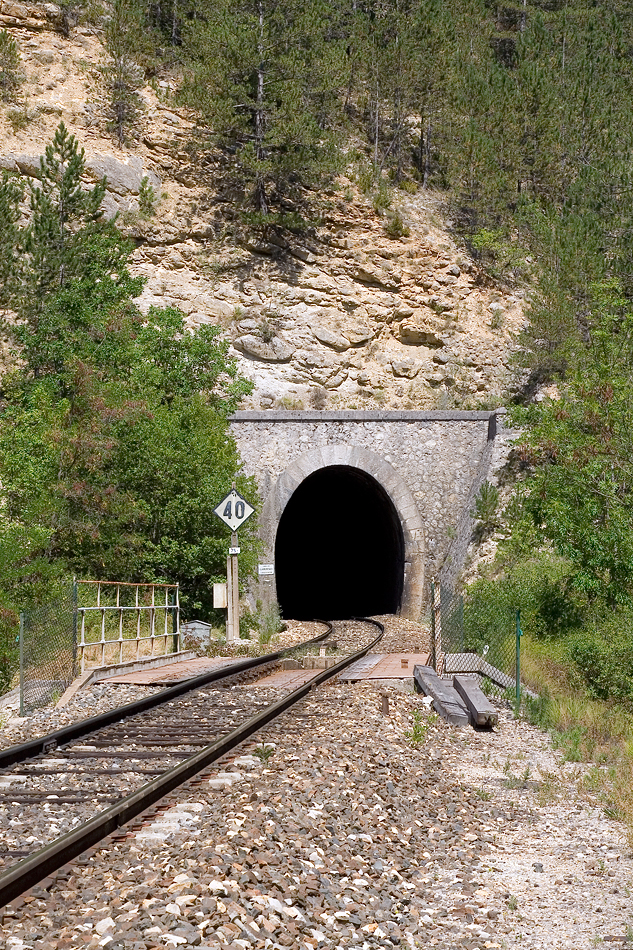
Portail est du tunnel de Clamontard
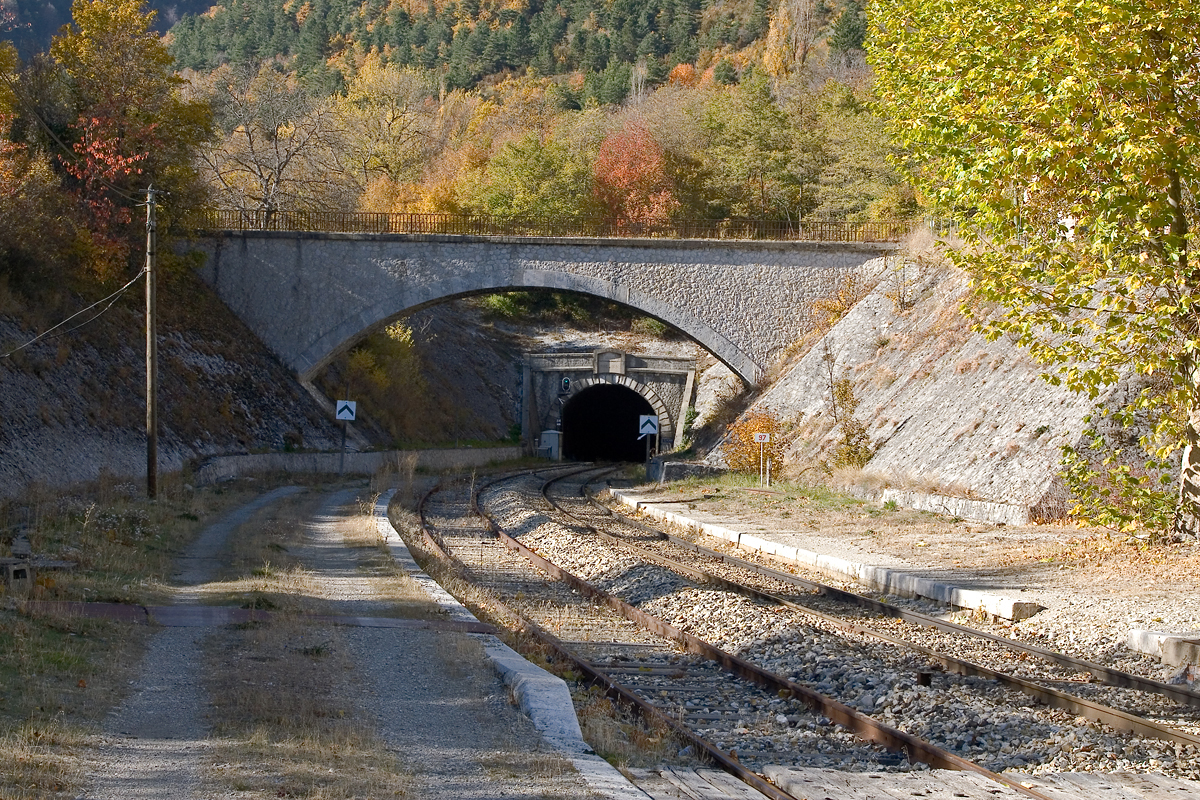
Tunnel du col de Cabre, côté La-Beaume

En ligne
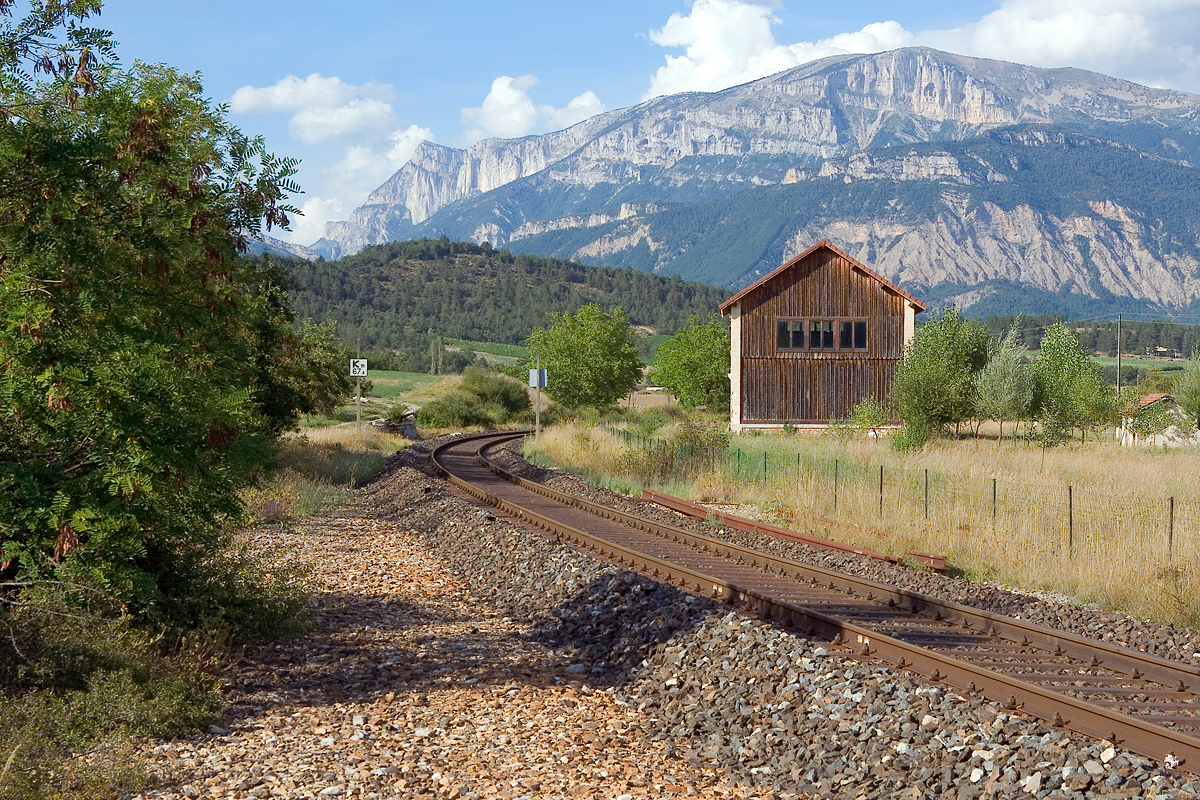
Vers Recoubeau
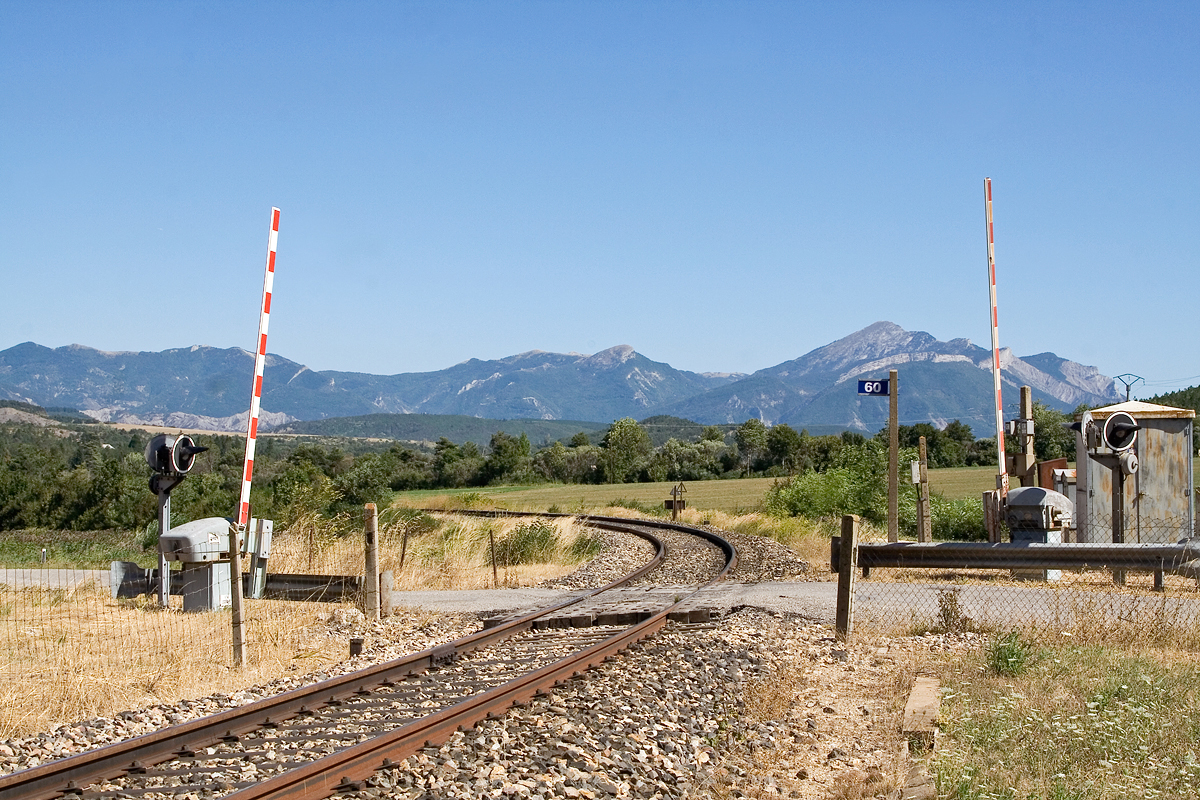
Entre La-Beaume & St-Pierre-d'Argençon
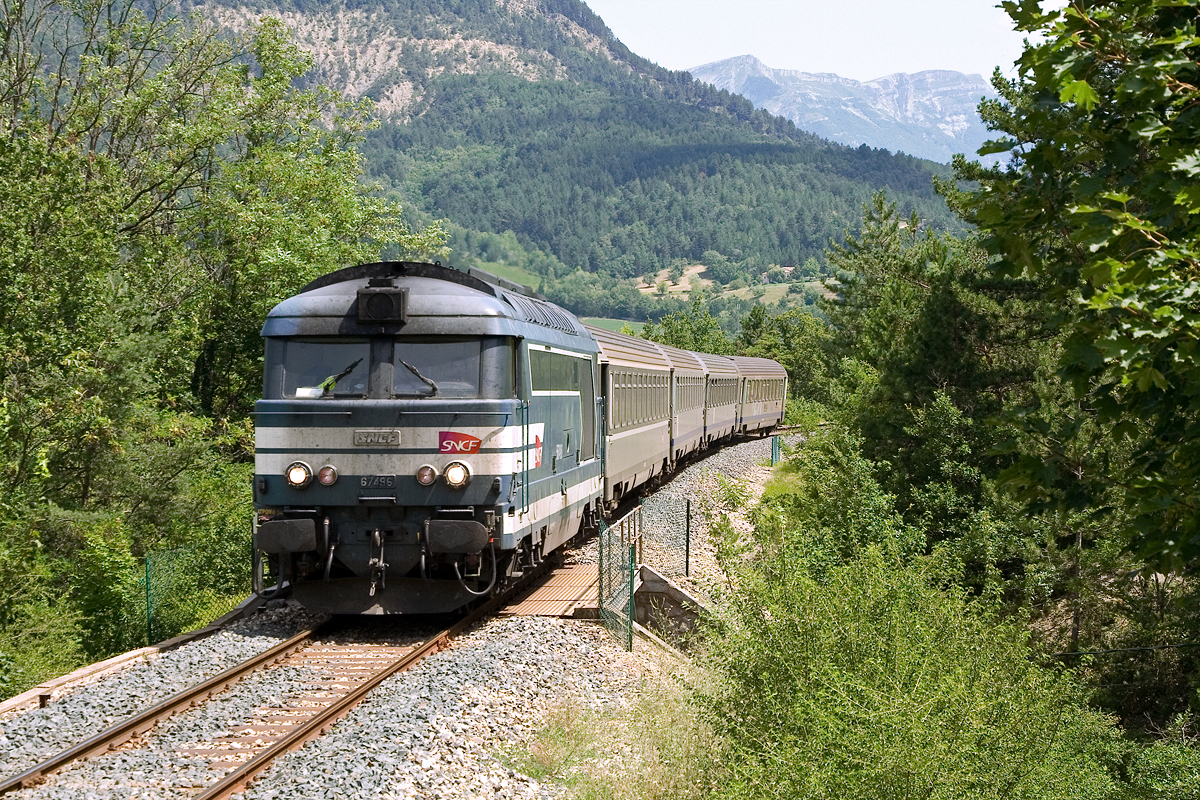
TER 17352 entre Die et Pontaix
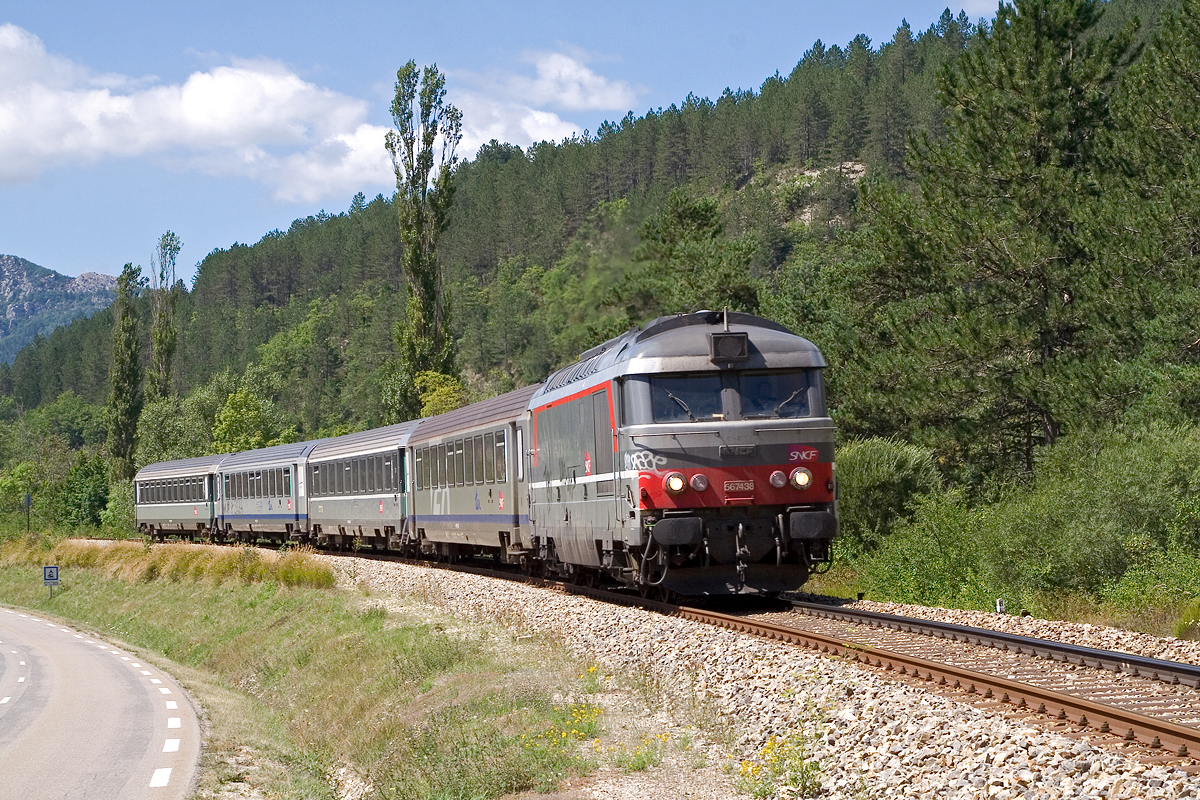
TER 17357 entre Lesches et Beaurières
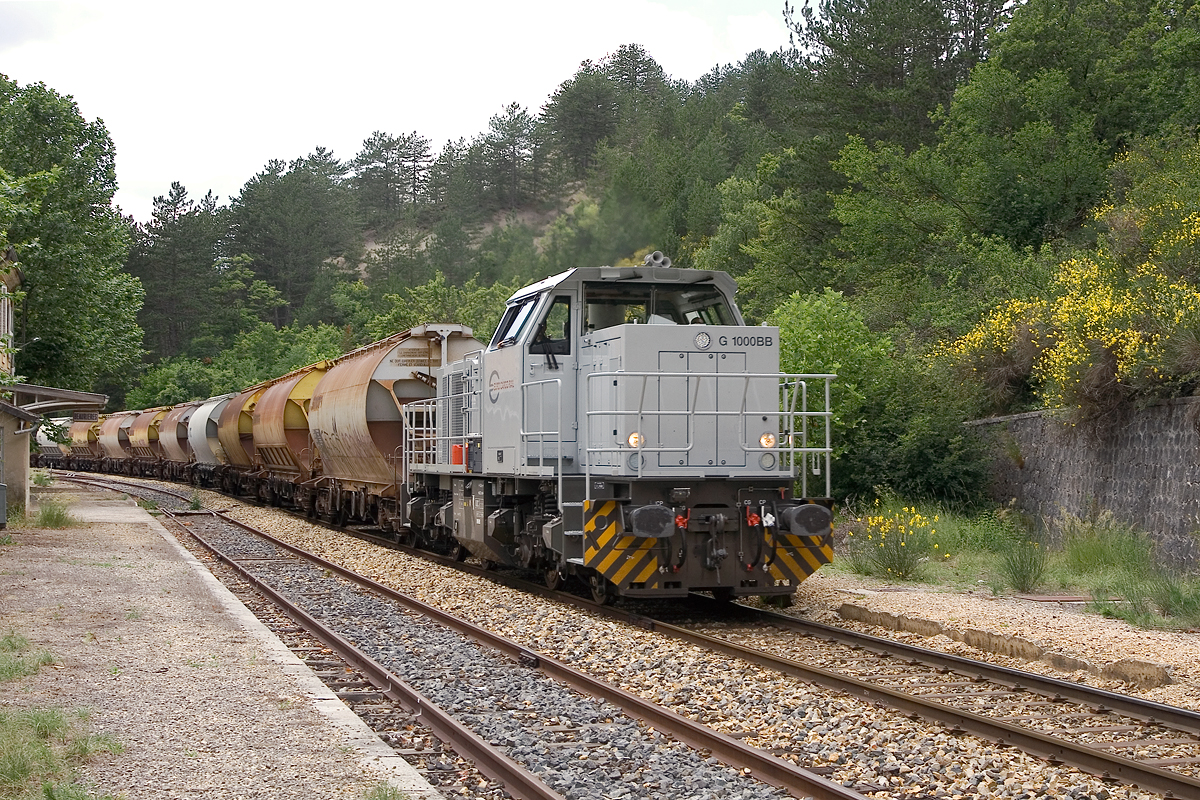
Train de gypse en gare de Beaurières
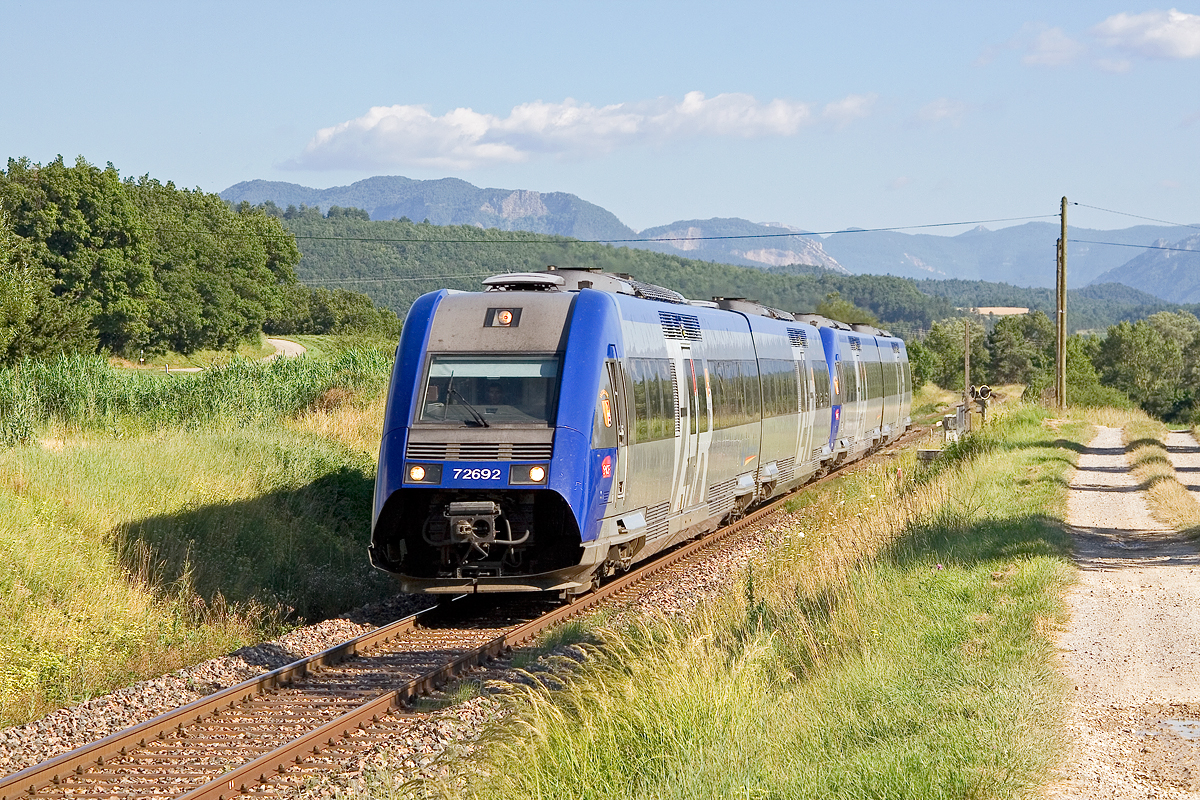
TER à Molières-Glandaz

Photos anciennes
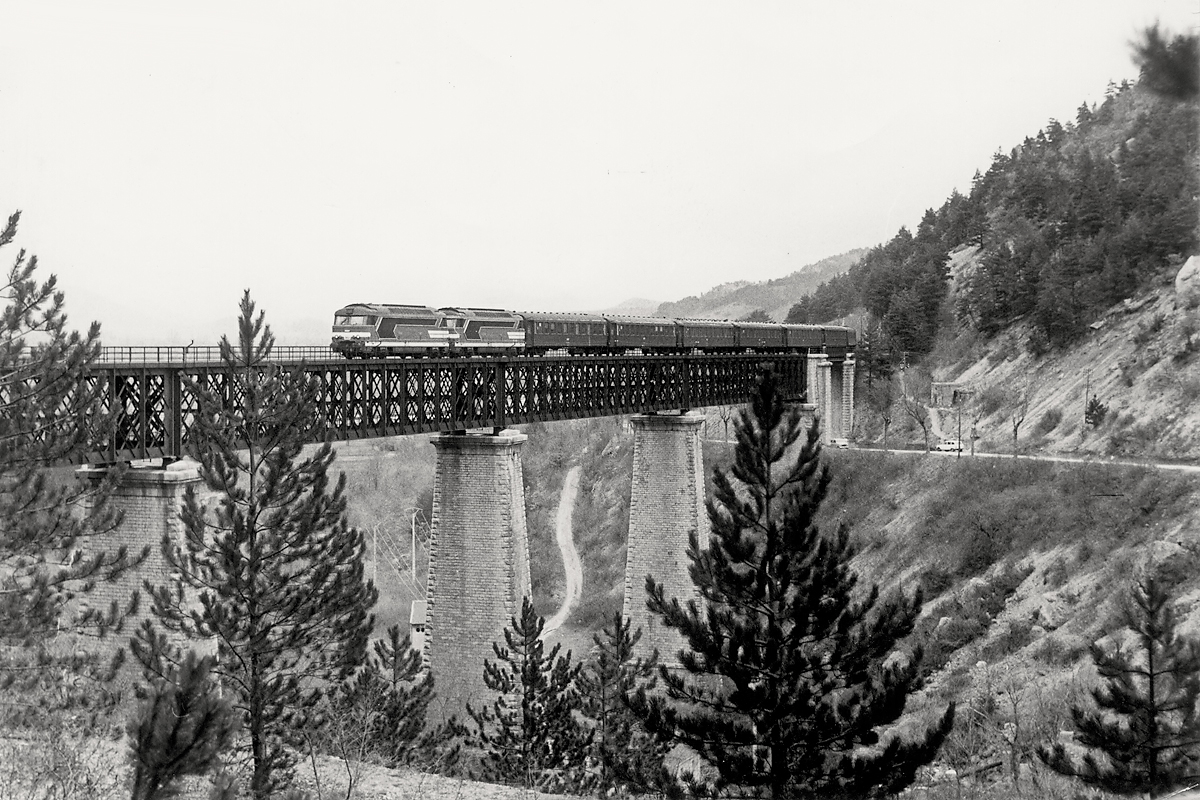
L'ancien viaduc du Claps
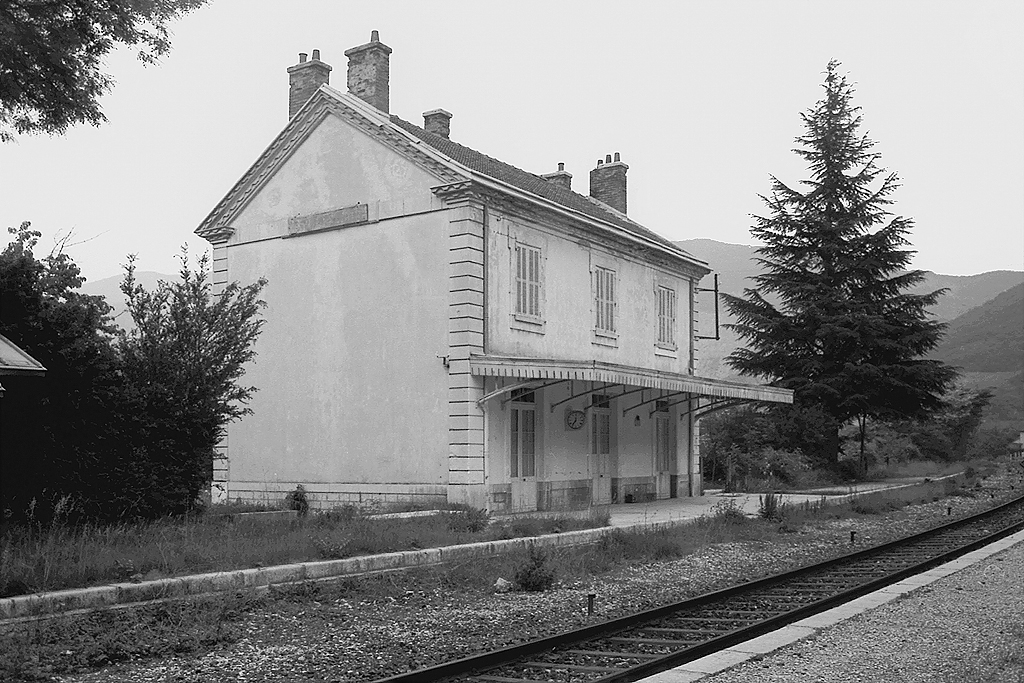
La gare de Pontaix avant sa démolition